# ジョヴァンニ・モレノ
ジョヴァンニ・アンドレス・モレノ・カルドナ（Giovanni Andrés Moreno Cardona, 1986年7月1日 - ）は、コロンビア・セゴビア出身の元サッカー選手。現役時代のポジションはミッドフィールダー、フォワード。

## 経歴

### クラブ
2006年にコロンビアのエンビガドFCでプロキャリアをスタートさせた。2008年にアトレティコ・ナシオナルに移籍した。2010年の夏、アルゼンチンのラシン・クラブに移籍した。
2012年に上海申花へ移籍。外国籍選手ながら背番号10、キャプテンを務める象徴的な選手となった。
2017年7月8日、敵地の江蘇蘇寧戦（2-2）で0-2からチームを救う2得点をあげ、モレノはリーグ戦で44得点目。謝暉を抜いて上海申花のリーグ戦歴代最多得点者となった。
2021年限りで10年間在籍した上海申花を離れ、古巣のアトレティコ・ナシオナルへ復帰。

### 代表
2008年にコロンビア代表としてデビューを果たした。中国移籍後代表から離れていたが、2017年6月に代表復帰し、スペイン戦に出場した。

## エピソード
2012年のアルゼンチン後期リーグのシーズン中、チームの練習から帰宅する際に、チームの成績が悪いことに腹を立てたラシン・クラブのサポーターからピストルを突きつけられて脅迫されるという被害を受けた。
193cmの長身ながらテクニックに優れ、本職の攻撃的MFだけでなくCFとしても機能し、ヘディングで多くの得点を挙げている。
上海申花で当初はドログバ、アネルカらの陰に隠れていたが、約10年の在籍期間に通算266試合89得点を記録。クラブの歴代最多得点記録を更新、クラブの象徴的存在となった。

## タイトル

### クラブ
エンビガドFC
- カテゴリア・プリメーラB：2007

上海緑地申花足球倶楽部
- 中国FAカップ：2017, 2019

アトレティコ・ナシオナル
- カテゴリア・プリメーラA：2022

### 個人
- 中国サッカー・超級リーグベストイレブン：1回 (2014)